# Hieronymus Heinrich von Roques
Hieronymus Heinrich von Roques (* 13. Oktober 1795 in Frankenhain; † 8. Juli 1850 in Kassel) war ein kurhessischer Oberstleutnant und provisorischer Kriegsminister.

## Leben
Roques trat Mitte Mai 1810 in das 6. Linien-Regiment der Armee des Königreichs Westphalen ein und nahm bei der Füsilier-Garde als Unterleutnant im Oktober 1813 an der Völkerschlacht bei Leipzig teil. Nach der Auflösung der Westphälischen Armee trat er in die Preußische Armee über und war zunächst Sekondeleutnant und Regimentsadjutant im 1. Magdeburgischen Infanterie-Regiment. Im Dezember 1813 erfolgte seine Kommandierung zu einer freiwilligen Jäger-Kompanie in Halberstadt, bevor er im Januar 1814 seinen Abschied nahm und in Kurhessische Dienste ging. Roques wurde mit seinem Dienstgrad im Regiment „Kurfürst“ angestellt und machte während der Befreiungskriege 1814/15 die Belagerungen von Thionville, Metz, Mézières sowie Givet mit. Nach dem Krieg wurde er im Mai 1821 in das Leib-Garde-Regiment versetzt und stieg 1826 zum Regimentsadjutanten auf. Zwischenzeitlich zum Kapitän befördert, erhielt er am 12. April 1839 das Ritterkreuz des Hausordens vom Goldenen Löwen.
Im Februar 1840 wurde er Referent im Kriegsministerium, rückte im Oktober zum Major auf und avancierte 1847 als Adjutant des Kriegsministers zum Oberstleutnant. Roques war Vortragender Rat im Kriegsministerium und für fünf Tage im September 1848 sowie von Dezember 1849 bis Februar 1850 provisorischer Kriegsminister. Er wurde zusammen mit Bernhard Eberhard, Carl Wilhelm Wippermann, Philipp von Wintzingerode, Moritz von Baumbach am 22. Februar 1850 bei der Neubildung der Regierung unter dem erneut berufenen Innen- und Justizminister Ludwig Hassenpflug entlassen. Anschließend war Roques wieder im Stab des Leib-Garde-Regiments tätig und verstarb im Dienst an einer Unterleibsentzündung.